# 텀즈
텀즈(Terms)는 정보처리기술사 김동근이 만든 온라인 컴퓨터용어사전으로서, 사이트 정식명칭은 "김동근의 텀즈*컴퓨터 용어사전"이다. 1999년 4월 인터넷에 처음 론칭되었으며, 한글과 영어로 된 용어의 알파벳 순으로 찾거나 또는 검색엔진을 이용해 찾을 수도 있다. 용어설명 중에 사용된 또다른 용어들에는 반드시 하이퍼링크가 걸려 있어서 연관되는 정보를 찾아보기에 수월하다. 또한, 용어해설과 관련된 그림이나 외부 링크도 잘 소개되어 있다.